# Santiago García Barrero
Santiago García Barrero (Oviedo, España, 24 de agosto de 1961) es un exfutbolista español que se desempeñaba como centrocampista.

## Clubes
| Club                         | País   | Año       |
| ---------------------------- | ------ | --------- |
| Real Oviedo                  | España | 1980-1983 |
| Palencia C. F.               | España | 1983-1984 |
| Real Oviedo                  | España | 1984-1987 |
| C. D. Logroñés               | España | 1987-1989 |
| Levante U. D.                | España | 1989-1990 |
| Real Avilés Industrial C. F. | España | 1990-1992 |